# Leaving the End Open
Leaving the End Open es el tercer álbum de estudio del grupo estadounidense de rock Hardline. Este es su primer álbum desde 2002 II
Este álbum también cuenta con diversas modificaciones en los miembros de la banda, con la inclusión de Jamie Brown en el bajo en sustiución de Christopher Maloney y Atma Anur en la batería en el lugar de Bobby Rock, y es el primero en donde el hermano de Johnny: Joey, no pudo participar. El álbum fue lanzado el 17 de abril de 2009 en el Reino Unido y fue lanzado en los EE. UU. el 2 de mayo de 2009. 
El álbum originalmente sería llamado "Just Add Water" cuando estuvo preparándose por 7 años, otro nombre tentativo también fue "Hardline III" , pero Johnny Gioeli solo dijo que ese nombre era 'por el momento', y que él sabía que el título final sería otro. "Just Add Water" nunca fue un nombre para "Leaving the End Open", solo fue un nombre clave.
El guitarrista japonés, y compositor de música para videojuegos Jun Senoue (de la banda Crush 40, donde también colabora Johnny Gioeli en las voces) participa en la canción "Before This". como guitarrista, atribuyéndosele el solo de guitarra de la canción.
Cómo ya es costumbre en los discos de Hardline, la versión japonesa del disco incluye como bonus track un remix de la canción "She Sleeps in Madness".

## Lista de canciones
Todas las canciones fueron compuestas por Johnny Gioeli y Josh Ramos, excepto las que se indica lo contrario.
1. "Voices" - 4:30
2. "Falling Free - 4:41
3. "Start Again" - 5:28
4. "Pieces of Puzzles" - 3:55
5. "Bittersweet" - 5:22
6. "She Sleeps in Madness" - 4:56
7. "In This Moment" (Johnny Gioeli) - 3:20
8. "Give in to This Love" - 4:07
9. "Before This" - 3:52
10. "Hole in My Head" (J. Gioeli, Johnny Montgomery) - 5:35
11. "Leaving the End Open" - 6:15

## Miembros de la banda
- Johnny Gioeli - Vocalista
- Josh Ramos - Guitarrista
- Michael T. Ross - Teclas
- Jamie Brown - Bajo
- Atma Anur - Batería